# Martin Todsharow
Martin Todsharow (* 6. September 1967 in Ost-Berlin) ist ein deutscher Filmmusik-Komponist, Musiker und Produzent.
Neben Arbeiten für internationale Kinofilme zeichnet Todsharow auch für die Musik von Dokumentarfilmen, Werbespots sowie Fernsehproduktionen verantwortlich.

## Werdegang
Todsharow studierte von 1989 bis 1994 an der Hochschule für Musik „Hanns Eisler“ Berlin mit den Schwerpunktfächern Klavier und Kontrapunkt/Komposition. Ab 1991 schrieb er bereits Musik für Theater. 1993 erhielt er ein Auslandsstipendium des DAAD in Großbritannien. Von 1994 bis 1996 war er im E- und U-Musikbereich als Musiker tätig.
Seit 1997 arbeitet er als Filmmusikkomponist. Außerdem unterrichtet er als Gastdozent an der Filmakademie Ludwigsburg sowie an der DFFB in Berlin.
Martin Todsharow sieht Jerry Goldsmith als eines seiner Vorbilder (speziell dessen Score für Alien).

## Filmografie (Auswahl)

### Filme
- 1997: Der Rosenkavalier
- 2000: Die Unberührbare
- 2000: Hijack Stories
- 2000: Zoom – It’s Always About Getting Closer
- 2001: Suck My Dick
- 2001: Tattoo
- 2003: Der alte Affe Angst
- 2003: Eierdiebe
- 2003: Die Kinder sind tot
- 2004: Agnes und seine Brüder
- 2004: Männer wie wir
- 2005: Der die Tollkirsche ausgräbt
- 2005: Elementarteilchen
- 2005: Minotaur
- 2005: Unter dem Eis
- 2006: TKKG – Das Geheimnis um die rätselhafte Mind-Machine
- 2007: Nichts als Gespenster
- 2008: 1½ Ritter – Auf der Suche nach der hinreißenden Herzelinde
- 2009: Hilde
- 2009: Wüstenblume
- 2010: Die Grenze
- 2010: Jud Süß – Film ohne Gewissen
- 2011: Löwenzahn – Das Kinoabenteuer
- 2011: Kokowääh
- 2012: Omamamia
- 2012: Schutzengel
- 2012: Unter Frauen
- 2013: Schlussmacher
- 2013: Quellen des Lebens
- 2013: 3096 Tage
- 2014: Vaterfreuden
- 2014: Honig im Kopf
- 2015: Frau Müller muss weg!
- 2015: Tod den Hippies!! Es lebe der Punk
- 2016: Unfriend
- 2016: Tschiller: Off Duty
- 2016: Nebel im August
- 2016: Unsere Zeit ist jetzt
- 2017: Sommerfest
- 2017: Conni & Co 2 – Das Geheimnis des T-Rex
- 2017: Der Hauptmann
- 2018: Hot Dog
- 2018: HERRliche Zeiten
- 2018: Klassentreffen 1.0
- 2020: Die Hochzeit
- 2020: Enfant Terrible
- 2021: Snake Eyes: G.I. Joe Origins
- 2021: Die Rettung der uns bekannten Welt
- 2022: Eingeschlossene Gesellschaft
- 2022: Lieber Kurt
- 2023: Seneca – Oder: Über die Geburt von Erdbeben (Seneca)
- 2023: Manta Manta – Zwoter Teil
- 2024: Bad Director
- 2025: Fall for Me

### Fernsehen
- 1998: Bier – Anschlag auf das Oktoberfest
- 1998: Der Handymörder
- 1998: Gefährliche Lust – Ein Mann in Versuchung
- 1998: Operation Phoenix – Jäger zwischen den Welten
- 1999: Die Blendung – Verrat aus Liebe
- 1999: Spuk aus der Gruft
- 1999: T.E.A.M. Berlin
- 2000: Der Feind an meiner Seite
- 2000: Models
- 2000: Spuk im Reich der Schatten
- 2000: www.maedchenkiller.de – Todesfalle Internet
- 2001: Mein Papa mit der kalten Schnauze
- 2001: Polizeiruf 110 – Braut in Schwarz
- 2002: Tatort – Schlaf, Kindlein, schlaf
- 2002: Fahr zur Hölle, Schwester!
- 2002: Meine Tochter ist keine Mörderin
- 2002: Seventeen – Mädchen sind die besseren Jungs
- 2002: Wer hat Angst vor’m schwarzen Mann
- 2003: Tatort – Stiller Tod
- 2003: 18 – Allein unter Mädchen
- 2003: Bella Block: Hinter den Spiegeln
- 2003: Doppelter Einsatz – Der Domino-Effekt
- 2003: Echte Männer?
- 2003: Wenn Weihnachten wahr wird
- 2004: Küss mich, Hexe
- 2005: Emilia
- 2006: Der Kriminalist
- 2008: Mogadischu
- 2010: Es war einer von uns
- 2013: Tatort – Willkommen in Hamburg
- 2014: Tatort – Kopfgeld
- 2020: Die verlorene Tochter (Fernsehserie)
- 2020: Contra
- 2020: SCHW31NS7EIGER – Memories

### Dokumentar- und Kurzfilme
- 1997: Eine
- 1999: Zug der Wünsche
- 2001: Brooklyn Bridge
- 2008: Max Frisch, Citoyen